# Libériai labdarúgó-szövetség
A libériai labdarúgó-szövetség (angolul: Liberia Football Association, rövidítve: LFA) Libéria nemzeti labdarúgó-szövetsége. A szervezetet 1936-ban alapították, 1962-ben csatlakozott a Nemzetközi Labdarúgó-szövetséghez, valamint az Afrikai Labdarúgó-szövetséghez. A szövetség szervezi a Libériai labdarúgó-bajnokságot. Működteti a férfi valamint a női labdarúgó-válogatottat.